# Sonny Jim and the Amusement Company, Ltd.
Sonny Jim and the Amusement Company, Ltd. è un cortometraggio muto del 1915 diretto da Tefft Johnson.

## Produzione
Il film fu prodotto dalla Vitagraph Company of America.

## Distribuzione
Distribuito dalla General Film Company, il film - un cortometraggio in una bobina - uscì nelle sale cinematografiche statunitensi il 13 settembre 1915 dopo essere stato presentato in prima al Vitagraph Theatre di New York il 29 agosto 1915.